# Замок Данстер
Замок Данстер (англ. Dunster Castle) — бывший замок по типу мотт и бейли, а ныне загородная усадьба в деревне Данстер, графство Сомерсет, Англия. Памятник архитектуры I* степени.

## История
Замок расположен на вершине крутого холма, называемого Тор, и был окружён укреплениями с времён позднего англосаксонского периода. После нормандского завоевания Англии в XI веке Уильям де Мойон построил на этом месте деревянный замок для контроля над территорией Сомерсета. Каменный шелл-кип был возведён на холме в начале XII века, и замок пережил осаду в первые годы гражданской войны в Англии (1135—1154). Вильгельм де Мойон был видным сторонником императрицы Матильды. В конце XIV века де Мойоны продали замок графскому роду Латтрелл, который владел им вплоть до конца XX века.

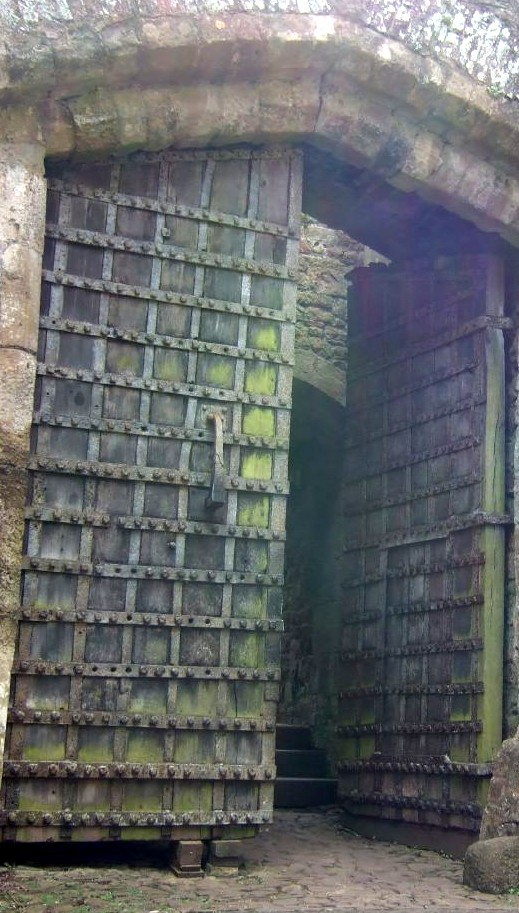
Окованные железом ворота XIII века.

Латтреллы несколько раз расширяли замок в XVII—XVIII веках; в 1617 году они построили большой особняк на нижнем дворе замка, и значительно его модернизировали сначала в 1680-х, а затем в 1760-х годах. Стены средневекового замка по большей части были разрушены после осады в конце Английской революции (1640—1660), когда парламентские силы разрушили защитные сооружения, чтобы предотвратить их дальнейшее использование. В 1860-х и 1870-х годах архитектор Энтони Сальвин был нанят для перестройки замка в соответствии с викторианской модой; эта реконструкция сильно изменила внешний вид Данстера, сделав его более готическим и живописным.
После смерти Александра Латтрелла в 1944 году семья была не в состоянии оплатить налог на наследство. Замок и прилегающие земли были проданы фирме, занимающейся недвижимостью, а семья продолжила жить в замке в качестве арендаторов. Латтреллы выкупили замок в 1954 году, но в 1976 году полковник Уолтер Латтрелл передал замок Данстер и большую часть обстановки Национальному фонду, который сделал из него туристическую достопримечательность.